# Heidelberg-katekismen
Heidelberg-katekismen er navnet på et af de vigtigste reformerte bekendelsesskrifter.
Den blev udarbejdet ved en kommission på foranstaltning af kurfyrst Friedrich 3. af Pfalz. Hovedforfatteren var Zacharias Ursinus, mens
Caspar Olevianus primært stod for redigeringen og muligvis også spørgsmål nr. 80. Katekismen udkom første gang i 1563. 
I løbet af 16. og 17. århundrede fandt den godkendelse hos de fleste reformerte kirkesamfund, og den er "Enhedsbåndet" mellem dem. På grund af dens fromme og opbyggelige tone har den været stærkt benyttet som andagtsbog, og den nævnes ved siden af Thomas a Kempis’ Kristi Efterfølgelse og Luthers lille Katekismus som en af de bøger, der næst efter Bibelen er oftest optrykt og mest udbredt. 
Over for lutheranisme indtager den en fredelig holdning, den udelader enhver polemik mod den lutherske nadverlære og går meget let hen over prædestinationen. Oprindelig var den affattet i 128 spørgsmål og svar; men i 2. og 3. udgave fik kurfyrsten indføjet et nyt (nr. 80), der indeholdt en skarp afvisning af den romerskkatolske messe. 
Dispositionen følger i øvrigt tankegangen i Romerbrevet og falder i tre dele: Menneskets elendighed, Menneskets frelse (herunder de tre trosartikler og sakramenterne) samt den taknemlighed, som må blive følgen deraf (herunder de 10 bud og Fadervor). 